# Bredåsen
Bredåsen är ett naturreservat i Älvdalens kommun i Dalarnas län.
Området är naturskyddat sedan 2012 och är 1 140 hektar stort. Reservatet omfattar tre berg varav en med detta namn. Det består av gamla tallar på toppen och gran på sluttningarna.